# Десятниково
Деся́тниково — село в Тарбагатайском районе Бурятии. Административный центр Десятниковского сельского поселения.
В 2016 году включено в «Ассоциацию самых красивых деревень России» и внесено в «Путеводитель самых красивых деревень России».

## География
Расположено на федеральной автомагистрали Р258 «Байкал» в 11 км к юго-востоку от районного центра, села Тарбагатай, выше по течению реки Тарбагатайки, при впадении в неё речки Аргунь.

## История
Основано сибирскими крестьянами-старожилами Михалёвыми в первой половине XVIII века и называлась Михалёвка. В 1765 году упоминается уже как деревня Десятниково. В 1765 году здесь были поселены старообрядцы-семейские, сосланные из отошедших от Польши к России земель вокруг города Ветка. Сосланы были семьи Павловых, Андреевых, Наталиных, Лощенковых, Васильевых, Венедиктовых.
В 1919 году в период гражданской войны в селе был создан партизанский отряд. Командиром был избран бывший фельдфебель Константин Илларионович Лощенков, начальником разведки отряда — его брат Григорий Илларионович Лощенков. Оба погибли в январе 1920 года в бою под Ганзурино.

## Население
| 2002 | 2010 |
| ---- | ---- |
| 751  | ↘683 |

## Инфраструктура
Средняя общеобразовательная школа, фельдшерско-акушерский пункт, почта.

## Объекты культурного наследия
- Братская могила 12 партизан, погибших в бою под селом Ганзурино. Здесь похоронен командующий Северо-Западным партизанским фронтом Прибайкалья К. И. Лощенков и командир партизанского отряда села Десятниково Г. И. Лощенков. Памятник истории.
- Памятник 12 партизанам, погибшим в борьбе за Власть Советов в январе 1920 года. Памятник истории.